# Санта София д'Епиро
Санта Софѝя д'Епѝро (на италиански: Santa Sofia d'Epiro, на арбърешки: Shën Sofia, Шън София) е малко градче и община в Южна Италия, провинция Козенца, регион Калабрия. Разположено е на 558 m надморска височина. Населението на общината е 2911 души (към 2012 г.).
 В това градче живее албанско общество, наречено арбъреши. Те са се заселили в този район между XV и XVIII век като бежанци от османското владичество. Градче Санта София д'Епиро е част от етнографическия район Арберия.